# Huesitos
El Huesitos es una barrita de chocolate y barquillo muy popular en España. Fue creado en 1975 por la empresa Chocolates Hueso de Ateca (Zaragoza) y, tras ser propiedad de varias sociedades, es fabricado y comercializado por la firma Chocolates Valor desde 2013.

## Historia
Chocolates Hueso fue fundada en 1862 en Ateca por José María Hueso, y se dedicaba a la elaboración artesanal de chocolate. En 1955 la familia Hueso vendió la sociedad al empresario Francisco Unzurrunzaga, que inició la exportación internacional de sus productos.
En 1975 Unzurrunzaga inició una diversificación de los productos fabricados por Hueso, introduciendo la fabricación de barquillo. En ese contexto, creó la barrita de chocolate Huesitos, un diminutivo del nombre de la empresa matriz, que fue publicitado con el dibujo de un niño de una tribu africana con un hueso sujetando su cabello. Los Huesitos alcanzaron gran popularidad entre los niños y jóvenes españoles de la época, y se convirtieron en un gran éxito comercial.
En 1989, Hueso fue adquirida por la multinacional británica Cadbury Schweppes, a la que unió en 1995 la vallisoletana Dulciora para dar lugar a Cadbury Dulciora. En 2010, a su vez, Cadbury fue adquirida en una millonaria operación por la estadounidense Kraft Foods. El envase de los Huesitos perdió su clásico color a franjas marrones y beige y pasó al color lila identificativo de Milka (también propiedad de Kraft), que se convirtió en submarca del producto.
En el marco de su política de diversificación, las marcas globales de Kraft pasaron a integrarse en su escisión Mondelēz International en 2012. Un año después, Mondelēz anunció su intención de cerrar la fábrica de Ateca, y trasladar la producción de Huesitos y Tokke a otra factoría en Polonia, pero la reacción popular e institucional provocó que la multinacional ofreciera la venta de la fábrica pero no de las marcas. Tras varias semanas de negociaciones, la empresa alicantina Chocolates Valor, llegó a un acuerdo con Mondelēz para la adquisición de la factoría, y también de las marcas Huesitos y Tokke. Dentro del acuerdo, la fabricación de caramelos Respiral y chicles Trident que también se fabricaban en Ateca serían trasladadas a la factoría de Valladolid.
En 2014, Valor fabricó unas 2000 t de Huesitos, lo que significaba un 11% más que el año anterior, con una facturación de unos 7 M€. En 2019, Huesitos y Tokke representaban un 17% de la cuota de mercado en España, y la fábrica de Ateca (Chocateca desde 2013) alcanzó por primera vez beneficios desde 2014.

## Descripción
Según su descripción, el Huesitos es una barrita de chocolate y barquillo cubierta de chocolate con leche y relleno de cacao. El interior está compuesto por finas láminas de barquillo intercaladas con cacao y con una cobertura de chocolate con leche. Tiene unas medidas de 12,5 x 2,7 cm y un peso de 20 g.
La tabla nutricional del producto es la siguiente:
| Parámetro           | 100 g.   | Barrita 20 g. |
| ------------------- | -------- | ------------- |
| Valor energético    | 502 Kcal | 100 Kcal      |
| Grasas              | 23,8 g   | 4,8 g         |
| Hidratos de carbono | 65,2 g   | 13 g          |
| Proteínas           | 6,0 g    | 1,2 g         |
| Sal                 | 0,38 g   | 0,08 g        |

## Variedades
Además del Huesitos original, existen otras tres variedades del producto: Huesitos Superchoc, Huesitos Blanco y Huesitos Leche.